# Persone di nome Ramiro
| Questa pagina contiene informazioni ricavate automaticamente dalle voci biografiche con l'ausilio del template Bio e di un bot. L'aggiornamento è periodico e automatico e ricostruisce completamente la pagina. Se manca una persona in questa lista, sei pregato di non aggiungerla, ma accertati piuttosto che la sua voce biografica contenga il template Bio e che i dati anagrafici siano correttamente compilati. Se il template Bio manca, inseriscilo tu stesso o, in alternativa, metti l'avviso {{tmp\|Bio}} che ne segnala la mancanza. Se i dati riportati sono sbagliati, correggi direttamente la voce biografica; le modifiche saranno visibili in questa lista entro pochi giorni. Per chiarimenti vedi il progetto antroponimi. La lista contiene solo le 59 persone che sono citate nell'enciclopedia e per le quali è stato implementato correttamente il template Bio. Pagina aggiornata al 16 ott 2024. |

Questa è una lista di persone presenti nell'enciclopedia che hanno il prenome Ramiro, suddivise per attività principale.

## Allenatori di calcio a 5(1)
- Ramiro López Díaz, allenatore di calcio a 5 e ex giocatore di calcio a 5 spagnolo (Vigo, n. 1964)

## Attori(1)
- Ramiro Blas, attore argentino (Mar del Plata, n. 1966)

## Calciatori(28)
- Ramiro Arias, calciatore argentino (Trelew, n. 1993)
- Ramiro Ballivián, calciatore boliviano (Coripata, n. 1992)
- Ramiro Benetti, calciatore brasiliano (Gramado, n. 1993)
- Ramiro Blacut, calciatore e allenatore di calcio boliviano (La Paz, n. 1944 - Santa Cruz de la Sierra, † 2024)
- Ramiro Carballo, calciatore salvadoregno (La Libertad, n. 1978)
- Ramiro Carrera, calciatore argentino (La Plata, n. 1993)
- Ramiro Castillo, calciatore boliviano (Coripata, n. 1966 - La Paz, † 1997)
- Ramiro Corrales, ex calciatore statunitense (Salinas, n. 1977)
- Ramiro Costa, calciatore argentino (Rosario, n. 1992)
- Ramiro Cristóbal, calciatore uruguaiano (Fray Bentos, n. 1996)
- Ramiro Cáseres, calciatore argentino (Ituzaingó, n. 1994)
- Ramiro Enrique, calciatore argentino (Burzaco, n. 2001)
- Ramiro Fergonzi, calciatore argentino (Buenos Aires, n. 1989)
- Ramiro Figueiras Amarelle, ex calciatore e giocatore di beach soccer spagnolo (Ponteceso, n. 1977)
- Ramiro Funes Mori, calciatore argentino (Mendoza, n. 1991)
- Ramiro Gremese, calciatore italiano (Faenza, n. 1918 - † 2002)
- Ramiro Guerra, calciatore uruguaiano (Montevideo, n. 1997)
- Ramiro González Hernández, calciatore argentino (Rosario, n. 1990)
- Ramiro Leone, ex calciatore argentino (Rosario, n. 1977)
- Ramiro López, calciatore argentino (Wilde, n. 1984)
- Ramiro Macagno, calciatore argentino (Alicia, n. 1997)
- Ramiro Navarro, calciatore messicano (Tepatitlán, n. 1943 - Città del Messico, † 2008)
- Ramiro Quintana, calciatore uruguaiano (Colonia del Sacramento, n. 1994)
- Ramiro Rodrigues Valente, ex calciatore brasiliano (São Paulo, n. 1933)
- Ramiro Ruiz Rodríguez, calciatore argentino (San Miguel de Tucumán, n. 2000)
- Ramiro Sordo, calciatore argentino (Las Rosas, n. 2000)
- Ramiro Vaca, calciatore boliviano (Tarija, n. 1999)
- Ramiro Vargas, ex calciatore boliviano (n. 1958)

## Cestisti(2)
- Ramiro Cortés, cestista uruguaiano (Salto, n. 1931 - Salto, † 1977)
- Ramiro de León, cestista e allenatore di pallacanestro uruguaiano (Montevideo, n. 1938 - † 2007)

## Compositori(1)
- Ramiro Musotto, compositore e musicista argentino (Bahía Blanca, n. 1963 - Salvador de Bahia, † 2009)

## Direttori della fotografia(1)
- Ramiro Civita, direttore della fotografia argentino (Buenos Aires, n. 1966)

## Filologi(1)
- Ramiro Ortiz, filologo e linguista italiano (Chieti, n. 1879 - Padova, † 1947)

## Geologi(1)
- Ramiro Fabiani, geologo e paleontologo italiano (Barbarano Vicentino, n. 1879 - Roma, † 1954)

## Matematici(1)
- Ramiro Rampinelli, matematico, fisico e religioso italiano (Brescia, n. 1697 - Milano, † 1759)

## Militari(1)
- Ramiro Ginocchio, militare italiano (La Spezia, n. 1873 - Veliki Hribach, † 1916)

## Nobili(1)
- Ramiro Sánchez di Monzón, nobile spagnolo (Monzón, n. 1070 - Monzón, † 1116)

## Pittori(1)
- Ramiro Meng, pittore, scultore e architetto italiano (Trieste, n. 1895 - Passo del Bernina, † 1966)

## Poeti(2)
- Ramiro Fonte, poeta, scrittore e saggista spagnolo (Pontedeume, n. 1957 - Barcellona, † 2008)
- Ramiro de Maeztu, poeta e scrittore spagnolo (Vitoria, n. 1874 - Madrid, † 1936)

## Politici(3)
- Ramiro de León Carpio, politico guatemalteco (Città del Guatemala, n. 1942 - Miami, † 2002)
- Ramiro Felipe Núñez de Guzmán, politico spagnolo (León, n. 1600 - Madrid, † 1668)
- Ramiro Valdés, politico, rivoluzionario e militare cubano (Artemisa, n. 1932)

## Principi(1)
- Ramiro Garcés di Viguera, principe († 981)

## Rugbisti a 15(6)
- Ramiro Cassina, ex rugbista a 15 e allenatore di rugby a 15 argentino (La Plata, n. 1967)
- Ramiro Finco, rugbista a 15 e rugbista a 7 argentino (Buenos Aires, n. 1992)
- Ramiro Herrera, rugbista a 15 argentino (Comodoro Rivadavia, n. 1989)
- Ramiro Martínez, ex rugbista a 15 argentino (Buenos Aires, n. 1970)
- Ramiro Moyano, rugbista a 15 argentino (San Miguel de Tucumán, n. 1990)
- Ramiro Pez, rugbista a 15 argentino (Córdoba, n. 1978)

## Saggisti(1)
- Ramiro Ledesma Ramos, saggista, filosofo e politico spagnolo (Alfaraz de Sayago, n. 1905 - Madrid, † 1936)

## Sovrani(5)
- Ramiro III di León, re (n. 961 - Astorga, † 985)
- Ramiro II di León, re (n. 900 - León, † 951)
- Ramiro I delle Asturie, re (Oviedo, n. 790 - Oviedo, † 850)
- Ramiro I d'Aragona, re (Aibar - Graus, † 1063)
- Ramiro II d'Aragona, re (n. 1086 - Huesca, † 1157)

## Tennisti(1)
- Ramiro Benavides, ex tennista boliviano (La Paz, n. 1947)